# ژرار مورو
ژرار مورو (انگلیسی: Gérard Mourou؛ زاده ۱ ژانویه ۱۹۴۴) یک فیزیک‌دان اهل فرانسه است. او در سال ۲۰۱۸، به همراه آرتور اشکین و دانا استریکلند برنده جایزه نوبل فیزیک شد.